# Webinário
Um webinário (ou ainda Webinar, que em inglês é abreviação de "web-based seminar", ou "seminário através da web") é uma webconferência ou videoconferência com intuito educacional, no qual a comunicação é de apenas uma via, ou seja, somente o palestrante se expressa e as outras assistem (semelhante a vídeo-aulas), onde a interação dos participantes é limitada ao chat Q&A, de modo que eles podem conversar entre si ou enviar perguntas ao palestrante.
O webinar pode ocorrer tanto através de uma aplicação específica, instalada em cada um dos computadores participantes, quanto por meio de uma plataforma web que opera dentro do navegador, bastando digitar o endereço do site onde o webinar é transmitido, sendo, na maioria das vezes, necessário um cadastro prévio.

## Provedores de serviço
- LogMeIn
- Skype
- Jitsi